# Maho no Tenshi Creamy Mami
Creamy Mami, the Magic Angel (яп. 魔法の天使クリィミーマミ Волшебный ангел Крими Мами) — японский аниме-сериал, созданный студией Pierrot в 1983 году. На основе сюжета сериала было создано 5 независимых OVA серий, а также манга, написанная Кадзунори Ито и иллюстрированная Юко Катагавой. Это самое первое аниме в жанре махо-сёдзё, созданное студией Pierrot. По данным телеканала TV Asahi, на 2005 год сериал Creamy Mami занимал 85 место в топ 100 сериалов.

## Сюжет
Ю Морисава — обычная японская 10-летняя девочка. Однажды она видит корабль, плавающий на небе и залезает туда. Она помогает Пино Пино найти перо звезды. В благодарность за помощь он дает ей волшебную палочку, которая позволит ей превращаться в 16-летнюю девушку в течение одного года. Пино также даёт Морисаве двух котов — Подзи и Нэгу, чтобы те следили, как девочка справляется с магией. Гуляя по городу в облике подростка, она случайно попадает на телевидение, и её попросят спеть (магия также позволяет очень хорошо петь), после этого её приглашают в студию молодых талантов «Parthenon», и теперь под псевдонимом Крими Мами она собирается стать новым поп-идолом. Кроме того, теперь ей надо бороться с новыми врагами, например против змея Джо, директора сопернической студии LG, который на раз похищал Морисаву и Мэгуми-тян.

## Список персонажей
Ю Морисава (яп. 森沢優) — Главная героиня, 10-летняя девочка. Однажды получила волшебную палочку и теперь может превращаться в подростка в течение года. Ю очень быстро становится популярной под псевдонимом Крими Мами и её показывают по телевизору.
Сэйю: Такако Ота
Нэга (яп. ネガ) — Одна из кошек которая должна следить за Ю. Её имя переводится как «отрицательная». Она научила Ю заклинаниям, которые позволяют ей превращаться в подростка. Девочка даже обманывала её, чтобы в школе ничего не учить. Например попросила сделать ей волшебную ручку, которая может писать все ответы на вопросы. Несмотря на свой дерзкий характер любит Морисаву.
Сэйю: Канэта Кимоцуки
Подзи (яп. ポジ) — Вторая кошка. Её имя переводится как «положительная». Подзи находится всегда рядом, когда Ю использует магию. Она всегда поддерживает девочку, что сильно раздражает Нэгу. Когда Ю не удалось превратить в первый раз, она предложила использовать волшебную палочку с заклинанием.
Сэйю: Юко Мита
Мэгуми Аясэ (яп. 綾瀬めぐみ) — Избалованная и эгоистичная поп-звезда, которая работает в студии Parthenon, она чувствует угрозу со стороны новичков и сразу объявляет соперничество Крими Мами.
Сэйю: Саэко Симадзу
Хаято Кидокоро (яп. 木所 隼人) — Неуклюжий менеджер Мэгуми Аясэ. Он переходит к Крими Мами после того, как она вступила в студию.
Сэйю: Сукэкиё Камэяма
Мидори Кисараги (яп. 如月みどり) — Лучший друг Тосио Отомо, влюбляется в Ю Морисаву. Из-за своей застенчивости не решается признаться в чувствах.
Сэйю: Масахиро Андзай
Нацумэ Морисава (яп. 森沢なつめ) — Жена Тэцуо, мать Ю. Она работает вместе с мужем. Раньше Нацумэ была лидером банды мотоциклистов.
Сэйю: Мика Дой
Тэцуо Морисава (яп. 森沢哲夫) — Муж Нацумэ, отец Ю. Когда то был членом банды мотоциклистов во главе с Нацумэ. Однажды он чуть не раскусил Ю во время превращения, однако ей удаётся его обмануть.
Сэйю: Акира Мураяма
Синго Татибана (яп. 立花慎悟) — Президент студии Parthenon. Он быстро признаёт в огромный талант Крими Мами и продвигает её по карьерной лестнице.
Сэйю: Кадзухико Иноэ
Мамору Хидака (яп. 日高 守) — Мальчик, который недавно перевелся в школу Ю. Приехал из маленького городка. Сначала он казался довольно грубым, но потом подружился с Ю из-за большой любви к кошкам. Он первый понял, что Нэги и Пози — необычные кошки. У него очень устаревшее представление о крупных городах, например не знает здешних звёзд, в том числе и Крими Мами.
Сэйю: Наоми Дзимбо